# Photoscotosia atrifasciata
Photoscotosia atrifasciata är en fjärilsart som beskrevs av W. Warren 1899. Photoscotosia atrifasciata ingår i släktet Photoscotosia och familjen mätare. Inga underarter finns listade i Catalogue of Life.